# Magatzems militars
Els Magatzems militars és una obra de les Franqueses del Vallès (Vallès Oriental) inclosa a l'Inventari del Patrimoni Arquitectònic de Catalunya.

## Descripció
És un conjunt de deu edificis alineats de forma paral·lela; tots ells són iguals. Es tracta de naus de planta rectangular, sense compartimentacions als seu interior i de planta baixa. Estan coberta amb teulada a doble vessant. Tenen el capcer de forma semicircular, tant els peus com a la capçalera, amb uns emmarcaments de pilars a les cantonades. A ambdós costats s'obren dues grans portes allindades. A les cares laterals hi ha deu finestres quadrangulars, situades sota la teula.

## Història
L'any 1946 el terreny va ser apropiat per l'estat a l'empresa Magi-Congost al poc temps van començar les obres de construcció dels magatzems militars. Aquests han tingut sempre aquesta funció.